# Hylesia annulata
Hylesia annulata är en fjärilsart som beskrevs av William Schaus 1911. Hylesia annulata ingår i släktet Hylesia och familjen påfågelsspinnare. Inga underarter finns listade i Catalogue of Life.

## Bildgalleri

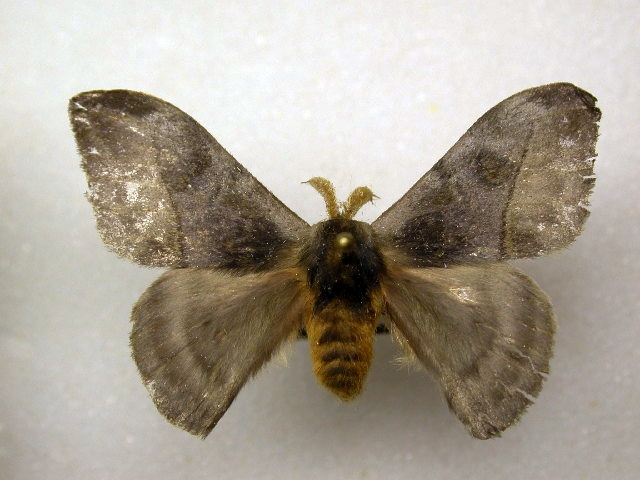